# Sydir Vynnyckyj
Sydir Vynnyckyj, ukrajinskou cyrilicí Сидір Винницький, německy Isidor Winnicki (21. ledna 1840 Nyžniv – 1922), byl rakouský soudce a politik rusínské (ukrajinské) národnosti z Bukoviny, na konci 19. století poslanec Říšské rady.

## Biografie
Narodil se v Haliči. Studoval v Stanislavově, Černovicích a Lvově. V roce 1875 se stal okresním soudcem ve městě Zastavna. Od roku 1882 byl radou zemského soudu v Černovicích, od roku 1891 radou vrchního zemského soudu. Od roku 1889 byl členem státní zkušební komise na Černovické univerzitě. Angažoval se i politicky. Roku 1888 byl zvolen do obecní rady v Černovicích. Zastával funkci předsedy spolku Ruský národní dům (Руський Дім Народний) v Černovicích. Působil v ní v letech 1887–1898. Publikoval v rusínském i německém tisku. Patřil k mladorusínské straně.
Byl i poslancem Říšské rady (celostátního parlamentu Předlitavska), kam kandidoval již ve volbách do Říšské rady roku 1891, ale krátce před samotnými volbami svou kandidaturu stáhl. Do parlamentu pronikl až ve volbách do Říšské rady roku 1897 za kurii všeobecnou v Bukovině, 1. volební obvod: Černovice, Kicmaň atd. Ve volebním období 1897–1901 se uvádí jako Isidor Winnicki, c. k. dvorní rada při vrchním soudním dvoře, bytem Vídeň.
Ve volbách roku 1897 je uváděn jako rusínský kandidát. V parlamentu pak zasedal v poslaneckém klubu Slovanský křesťansko národní svaz (Der slavische christlichnationale Verband).